# Myoglobin
Myoglobin er det molekyle, som overtager ilten fra blodets hæmoglobin og binder den ude i musklerne. Myoglobin virker ved et lavere iltpartialtryk end hæmoglobin, og "overtager" derved iltmolekylerne.
Iltmolekylet, som hæmoglobin afleverer i muskelkapillærene, hopper fra myoglobin til myoglobin indtil det når mitokondriet, hvor det skal bruges i respirationsprocessen.
Myoglobin har ingen kvarternær struktur, hvilket også gør, at den kun har en enkelt hæmgruppe bundet til sig. Dette medfører selvfølgelig, at myoglobin kun kan binde et O2.
Myoglobin er grundet denne ene hæmgruppe heller ikke noget allosterisk protein, med en kooperativ effekt.

| Fysik | Spire Denne artikel om fysik er en spire som bør udbygges. Du er velkommen til at hjælpe Wikipedia ved at udvide den. |

- Wikimedia Commons har flere filer relateret til Myoglobin